# Parc Fluvial del Besòs
El Parc Fluvial del Besòs és un espai que forma part de la Xarxa de Parcs Naturals protegits, promoguts i gestionats per la Diputació de Barcelona. Està ubicat al llarg dels darrers 9 km de llera del riu Besòs, des de la confluència amb el riu Ripoll fins a la desembocadura al mar Mediterrani. Amb una superfície total de 115 ha és un dels espais verds més importants de la regió metropolitana de Barcelona i forma part del continu urbà de les ciutats de Barcelona, Santa Coloma de Gramenet, Sant Adrià de Besòs i Montcada i Reixac.
La Diputació de Barcelona gestiona des de l'any 2000 el Parc Fluvial del Besòs a partir d'un conveni d'encomanda de gestió amb els ajuntaments de Barcelona, Santa Coloma de Gramenet, Sant Adrià de Besòs i Montcada i Reixac, i el Consorci per a la Defensa de la Conca del riu Besòs. El parc es va crear mitjançant l'execució del projecte de recuperació mediambiental del tram final del riu Besòs.

## Característiques

### Zona d'ús públic
Els 5 km de la zona d'ús públic discorren dins la llera del riu Besòs, des del pont de la B-20 (marge dret) o des de Can Zam Nord (marge esquerre) al terme municipal de Santa Coloma de Gramenet fins al pont del ferrocarril a Sant Adrià de Besòs. En el viari asfaltat es pot passejar a peu i en bicicleta. En el marge esquerre, l'amplada permet disposar de carril bici senyalitzat. En el curs hídric es troben 11 preses inflables, que regulen el nivell de la làmina d'aigua.
L'ús públic segur enfront de les avingudes del riu no seria possible sense el Sistema d'Alerta Hidrològica del Besòs (SAHBE). Aquest sistema, desenvolupat i mantingut per l'empresa CLABSA, analitza de forma contínua les dades meteorològiques i hidrològiques, i avisa als gestors, a les autoritats i als usuaris en cas de possibles inundacions de la llera. El SAHBE està reforçat pel Servei de Control de l'Ús Públic format per informadors que es desplacen en bicicleta i que en moments de crescuda del riu vetllen per al desallotjament del parc.

### Zones humides
Les zones humides es localitzen al nord del Parc Fluvial del Besòs dins la llera del riu i comprenen des de l'aiguabarreig del riu Ripoll amb el riu Besòs al municipi de Montcada i Reixac fins al pont de la B-20 a Santa Coloma de Gramenet en el marge dret i fins a can Zam Nord en el marge esquerre en el mateix municipi. Aquest espai de 3,8 km està restringit al públic i es caracteritza per contenir 60 parcel·les (8 ha) d'aiguamolls construïts que realitzen el tractament terciari d'un 30% de l'efluent de la depuradora d'aigües residuals de Montcada.

### Desembocadura
Els darrers 450 m del riu Besòs abans d'arribar al mar Mediterrani conformen la desembocadura. És una zona restringida al públic on s'ha prioritzat la seva funció ambiental i, per tant, no està dotada de Sistema d'Alerta Hidrològica.

### Paisatge
La recuperació ambiental i la millora progressiva de la qualitat de l'aigua del riu Besòs ofereixen als visitants un espai verd de grans dimensions que forma part del continu urbà de l'àrea metropolitana de Barcelona.

### Vegetació
Cada zona del parc té una vegetació diferent. La zona d'ús públic consta de 22 hectàrees de gespa, i al marge dret d'aquesta zona del parc també compta amb una zona més reduïda de prat fluvial. El canyís és l'espècie plantada en les 8 hectàrees d'aiguamolls construïts. La desembocadura té retalls de vegetació adaptada a una salinitat elevada com el tamariu i el salat blanc, vegetació lligada a l'aigua i una mota amb plantes mediterrànies.

### Fauna
La recuperació mediambiental ha permès la creació de nous hàbitats d'interès per a la fauna. Aquesta millora i la ubicació de l'espai en el tram final del riu, ha fet que es detectessin més de 200 espècies d'ocells diferents. Els peixos de més interès són l'anguila i la bagra. També cal destacar altres vertebrats com la reineta, el gripau corredor i la tortuga de rierol (Mauremys leprosa o Mauremys caspica). A la part alta del riu s'ha pogut detectar exemplars de llúdriga.

### Itineraris
Itineraris de les zones humides
A Montcada i Reixac, un itinerari circular connectat amb la Casa de les Aigües permet observar els valors d'aquesta zona. El riu es pot creuar per la passarel·la de vianants o pel pont de Montcada. A Santa Coloma de Gramenet el carril bici de la zona d'ús públic té continuïtat amb el carril bici exterior al parc el qual ressegueix les zones humides pel marge esquerre del riu (en el sentit de l'aigua).
Itinerari de la desembocadura
A Sant Adrià de Besòs, un itinerari permet observar aquesta zona des dels seus miradors: el Parc del Litoral, el Parc de la Pau i el pont de Maristany.